# デリック・ロッシ

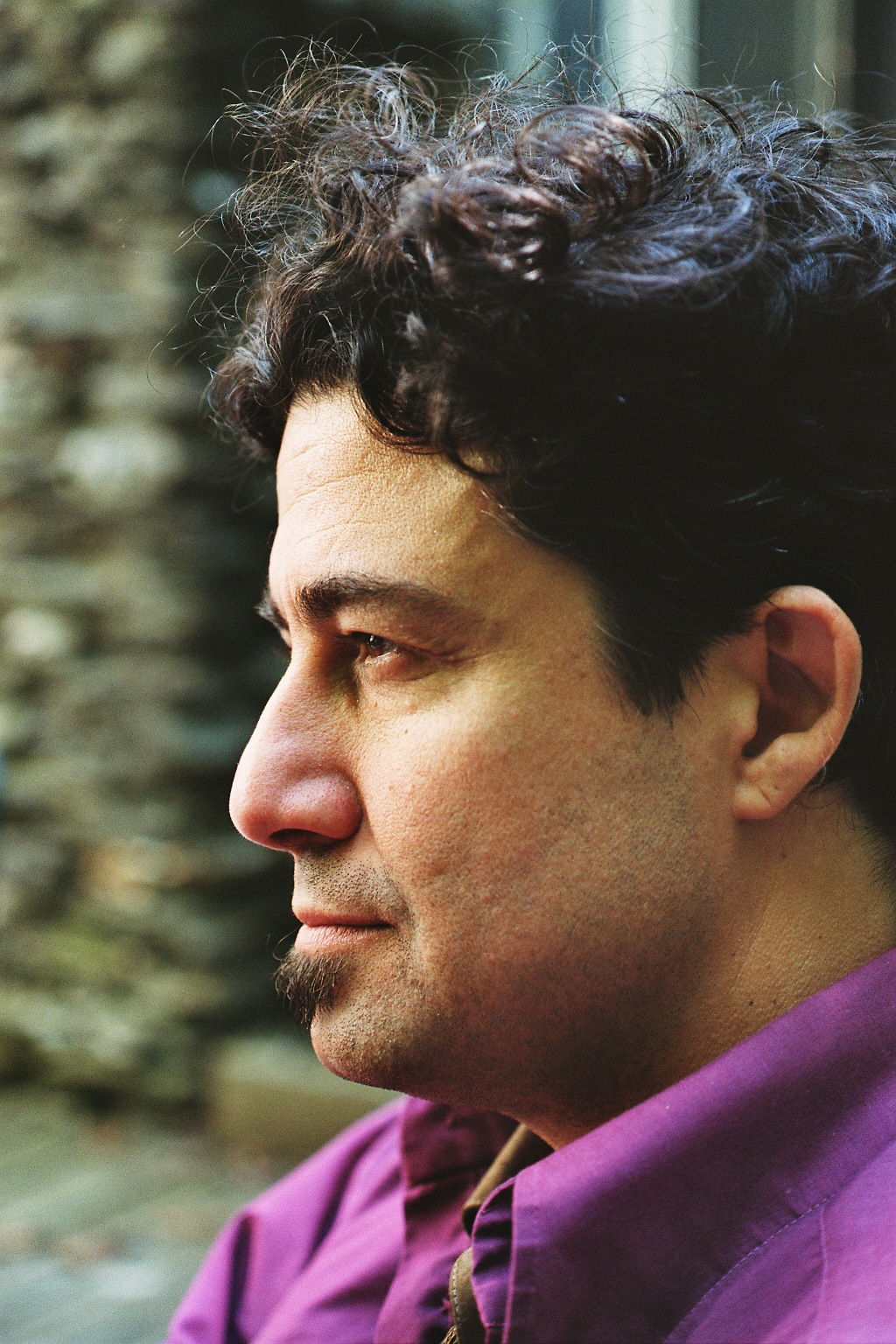
2008年

デリック・J・ロッシ（英語: Derrick J. Rossi、1966年2月5日 - ）は、カナダの生物学者、実業家。『モデルナ』の共同創業者。

## 初期の経歴・学歴
1966年2月5日、カナダのトロントでマルタからの移民である夫婦の間に、5人兄弟の末子として生まれた。オンタリオ州スカーバローのノーマン・べチューン高校をで分子生物学に興味を持ち、同校卒業後、トロント大学に進学し分子遺伝学の学士を取得した。その後、同学大学院で同じく分子遺伝学の修士を取得後、2003年にヘルシンキ大学で博士を取得し、2007年までスタンフォード大学のアーヴィング・ワイズマンの研究室で博士研究員を務めた。

## 経歴
2021年アストゥリアス皇太子賞学術・技術研究部門を受賞。

## 貢献

### 論文
- Derrick J Rossi; David Bryder; 清田純; Andre Nussenzweig; Jan Hoeijmakers; Irving Weissman (2007年6月1日), “Deficiencies in DNA damage repair limit the function of haematopoietic stem cells with age” (英語), ネイチャー 447 (7145):  725-729, doi:10.1038/NATURE05862, ISSN 1476-4687, PMID 17554309, Wikidata Q28505636
- Luigi Warren; Philip D Manos; Tim Ahfeldt et al. (2010年9月30日), “Highly efficient reprogramming to pluripotency and directed differentiation of human cells with synthetic modified mRNA.” (英語), Cell Stem Cell 7 (5):  618-630, doi:10.1016/J.STEM.2010.08.012, ISSN 1934-5909, PMC 3656821, PMID 20888316, Wikidata Q28131663
- Athurva Gore; Zhe Li; Ho-Lim Fung et al. (2011年3月1日), “Somatic coding mutations in human induced pluripotent stem cells” (英語), ネイチャー 471 (7336):  63-67, doi:10.1038/NATURE09805, ISSN 1476-4687, PMC 3074107, PMID 21368825, Wikidata Q29616798

## 私生活
フィンランドの生物学者である妻を持ち、3人の娘がいる。